# جورج فاغنر
جورج فاغنر (بالإنجليزية: Gorgeous George)‏ (و. 1915 – 1963 م) هو مصارع محترف، وممثل، من الولايات المتحدة الأمريكية، ولد في بوت، توفي في لوس أنجلوس، عن عمر يناهز 48 عاماً بسبب نوبة قلبية.

## روابط خارجية
- جورج فاغنر على موقع IMDb (الإنجليزية)
- جورج فاغنر على موقع دبليو دبليو إي (الإنجليزية)
- جورج فاغنر على موقع CageMatch worker (الإنجليزية)
- جورج فاغنر على موقع قاعدة بيانات المصارعة على الإنترنت (الإنجليزية)
- جورج فاغنر على موقع عالم المصارعة على الإنترنت (الإنجليزية)